# Falskt alarm
Falskt alarm är en svensk svartvit stumfilm från 1913.
Inspelningen ägde rum på Johannes brandstation vid Malmskillnadsgatan på Norrmalm i Stockholm, och filmen premiärvisades den 20 januari 1913 i Sveasalen i samma stad.
Filmen handlar om två onyktra herrar som av misstag slår sönder ett brandskåp och utlöser ett falskt brandlarm. Brandkåren rycker ut och dess polishund Prins nosar upp de flyende missdådarna som tas tillfånga.
Falskt alarm finns bevarad i Sveriges Televisions arkiv.